# Auswärtsspiel
Auswärtsspiel ('Partido fuera de casa' o 'Partido como visitante' en alemán) es el undécimo álbum de estudio del grupo alemán de punk rock Die Toten Hosen. Fue lanzado por al mercado por la discográfica JKP el 21 de enero de 2002, coincidiendo con el vigésimo aniversario de la fundación de la banda. Es el primer disco de estudio de Die Toten Hosen en el que el batería Vom Ritchie interviene en el proceso de grabación. El título hace referencia a los frecuentes conciertos en el extranjero del quinteto alemán. Algunas letras del disco están íntimamente ligadas con la temática futbolística. 
De Auswärtsspiel se extrajeron cuatro sencillos: Was zählt, Kein Alkohol (ist auch keine Lösung), Steh auf, wenn du am Boden bist y Nur zu Besuch. El disco alcanzó la primera posición en las listas de ventas en Alemania y Austria, y la tercera en Suiza.
La foto de la portada, tomada en Miramar (La Habana), muestra las siluetas de los cinco músicos de la banda cruzando un estrecho puente junto al mar al atardecer. La estampa está inspirada en la "Historia de los niños negros" de Struwwelpeter, libro infantil de Heinrich Hoffmann. 
Auswärtsspiel fue remasterizado y relanzado en 2007. La nueva edición contiene siete títulos adicionales, así como una entrevista de DTH con el periodista Jan Weiler y un segundo folleto.

## Lista de canciones
1. Du lebst nur einmal (vorher) ("Sólo vives una vez (antes)")– 2:09  (música: Breitkopf / letra: Campino)
2. Schlampe (nachher) ("Puta (después)") – 3:01  (Campino / Campino, Rocko Schamoni)
3. Was zählt ("Lo que cuenta") – 4:37  (Breitkopf, von Holst / Campino)
4. Auswärtsspiel ("Juego fuera de casa") – 2:35  (Campino)
5. Cokane in My Brain ("Cocaína en mi cerebro") – 3:22  (versión de Dillinger)
6. Graue Panther ("Panteras grises") – 2:52  (Meurer / Campino)
7. Tier ("Animal") – 1:14  (Meurer / Campino)
8. Kanzler sein … ("Ser canciller...") – 3:26  (Breitkopf, Meurer, van Dannen / Campino, van Dannen)
9. Das Mädchen aus Rottweil ("La chica de Rottweil") – 3:18  (Campino, von Holst / Meurer, Campino)
10. Dankbar ("Agradecido") – 2:53  (Breitkopf, von Holst / Campino)
11. Nur zu Besuch ("Sólo de visita") – 4:29  (Campino, von Holst / Campino)
12. Daydreaming ("Soñar de día") – 3:10  (Breitkopf, T. V. Smith, Campino, von Holst / Campino, Smith)
13. Steh auf, wenn du am Boden bist ("Levántate cuando estés en el suelo") – 3:51  (von Holst / Campino)
14. Amanita Phalloides – 2:27  (Breitkopf / Campino)
15. Depression Deluxe – 3:09  (von Holst / Campino)
16. Schwimmen ("Nadar") – 3:33  (Campino, von Holst / Campino)
17. Venceremos – Wir werden siegen – 3:26  (Meurer / Campino)
18. Kein Alkohol (ist auch keine Lösung)! ("No tomar alcohol tampoco es ninguna solución") – 3:49  (Campino, Meurer, van Dannen / Campino, van Dannen)

### Títulos adicionales en la edición remasterizada de 2007
1. Drüber reden ("Hablar de ello") – 1:42  (von Holst / Campino)
2. Schöner warten ("Esperar de forma más linda") – 3:58  (Campino)
3. Im Meer ("En el mar") – 3:42  (Breitkopf, von Holst / Campino)
4. Leben im Bildausschnitt ("La vida vista con zoom")– 3:05  (Meurer / Campino)
5. Hirnfick (Futter für die Fische) ("Follacerebros (comida para los peces)") – 3:17  (von Holst / Campino)
6. Das Leben ist schwer, wenn man dumm ist ("La vida es dura cuando se es bobo") – 3:39  (von Holst / Campino)